# Guy Hebert
Guy Andrew Hebert (* 7. Januar 1967 in Troy, New York) ist ein ehemaliger US-amerikanischer Eishockeytorwart, der von 1991 und 2001 für die St. Louis Blues, Mighty Ducks of Anaheim und New York Rangers in der National Hockey League spielte.

## Karriere
Hebert spielte während seiner Juniorenzeit für das Team des Hamilton College. Aufgrund seiner guten Leistungen war er beim NHL Entry Draft 1987 von den St. Louis Blues ausgewählt worden. Seine Profikarriere begann er im Farmteam der Blues bei den Peoria Rivermen in der International Hockey League. Dort entwickelte er sich gut weiter und wurde ins Second All-Star Team der Liga gewählt.
In der Saison 1991/92 holten die Blues als Back-up für Curtis Joseph in die NHL. Nach seiner zweiten Spielzeit in St. Louis wurde er im NHL Expansion Draft 1993 von den Mighty Ducks of Anaheim verpflichtet. Über viele Jahre war er eine feste Größe im Tor der Ducks. Er vertrat sein Team beim NHL All-Star Game 1997. Bei der Eishockey-Weltmeisterschaft 1994 stand er im Kader des Team USA. Mit 27 Shutouts war er bis 2008 der erfolgreichste Torhüter der Mighty Ducks (und Anaheim Ducks), bis er von Jean-Sébastien Giguère übertroffen wurde. In der Saison 2000/01 rückte mit Jean-Sébastien Giguère ein junger Torwart nach, der Hebert den Rang ablief. Nachdem man ihm signalisierte, das sein Vertrag nicht verlängert würde, wurde Hebert im März 2001 von den Mighty Ducks auf die Waiverliste gesetzt, von der ihn die New York Rangers auswählten. Dort spielte er die Saison zu Ende, bekam aber keinen weiteren Vertrag und beendete mit 34 Jahren seine Karriere.

### International
Hebert nahm mit der US-amerikanischen Nationalmannschaft an der Weltmeisterschaft 1994 und dem World Cup of Hockey 1996 teil. Bei der Weltmeisterschaft 1994 kam er als Stammtorwart zu sechs Einsätzen und beendete das Turnier mit den USA auf dem vierten Platz. Beim World Cup of Hockey 1996, den die US-Amerikaner in der Finalserie gegen Kanada gewannen, stand Hebert in einem Spiel im Einsatz und agierte überwiegend als Back-up von Mike Richter.

## Erfolge und Auszeichnungen
- 1991 IHL Second All-Star Team
- 1991 James Norris Memorial Trophy (gemeinsam mit Pat Jablonski)
- 1997 Teilnahme am NHL All-Star Game

### International
- 1996 Goldmedaille beim World Cup of Hockey